# Đorđe Ðurić
Đorđe Đurić, cirill: Ђорђе Ђурић (Ljubinje, 1971. április 24. –) olimpiai bronzérmes jugoszláv válogatott szerb röplabdázó.

## Pályafutása

### Klubcsapatban
1996–97-ben az olasz Napoli Volley, 1998-ban a görög Árisz Theszaloníkisz, 1999–00-ben az olasz Kappa Torino, majd 2000–01-ben a Livorno Pallavolo röplabdázója volt.

### A válogatottban
A jugoszláv válogatott tagjaként az 1996-os atlantai olimpián bronzérmet szerzett. Az 1998-as japán világbajnokságon tagja volt az ezüstérmes együttesnek. 1995 és 1999 között az Európa-bajnokságokon egy ezüst- és két bronzérmet szerzett.

## Sikerei, díjai
- Olimpiai játékok
  - bronzérmes: 1996, Atlanta
- Világbajnokság
  - ezüstérmes: 1998
- Európa-bajnokság
  - ezüstérmes: 1997
  - bronzérmes (2): 1995, 1999